# Plagithmysus nodifer
Plagithmysus nodifer là một loài bọ cánh cứng trong họ Cerambycidae.